# The Strength / The Sound / The Songs
The Strength / The Sound / The Songs – debiutancki album duńskiego zespołu Volbeat wydany w 2005. Początkowo miał zostać wydany przez Karmageddon Medi 1 listopada 2004, jednak wydanie przesunięto na 2005.

## Lista utworów
1. Caroline Leaving (Caroline part Two) – 3:14
2. Another Day, Another Way – 3:03
3. Something Else Or... – 4:08
4. Rebel Monster – 2:54
5. Pool of Booze, Booze, Booza – 3:38
6. Always. Wu – 2:33
7. Say Your Number – 4:42
8. Soulweeper – 3:39
9. Firesong (Danny & Lucy revisited) – 4:20
10. Danny & Lucy (11 pm) – 2:51
11. Caroline #1 – 4:13
12. Alienized – 4:07
13. I Only Wanna Be with You (Dusty Springfield cover) – 2:44
14. Everything's Still Fine – 3:20
15. Healing Subconsciously – 5:37